# Función holomorfa

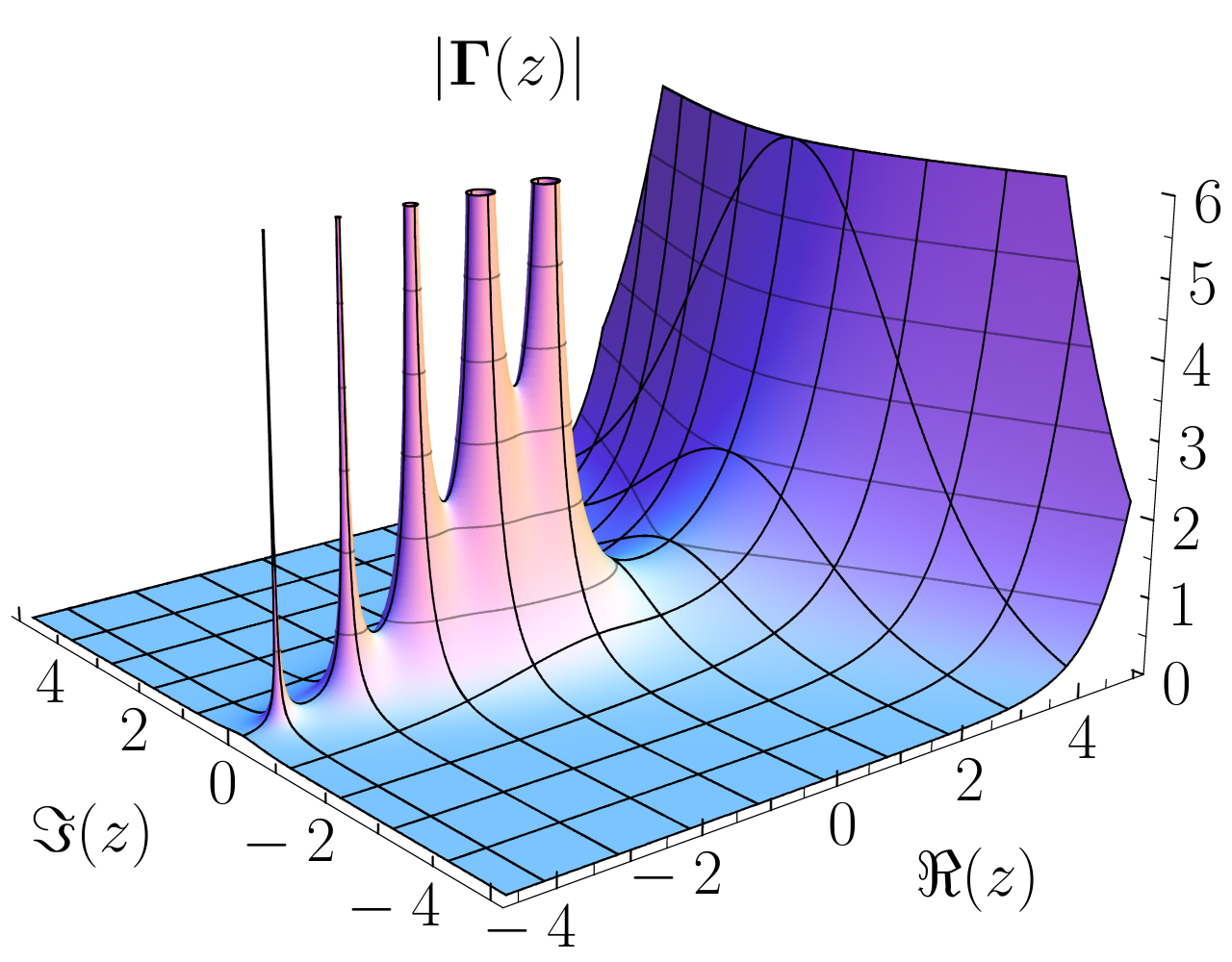
Gráfico tridimensional del valor absoluto de la función gamma compleja

Las funciones holomorfas son el principal objeto de estudio del análisis complejo; son funciones que se definen sobre un subconjunto del plano complejo {\displaystyle \mathbb {C} } y con valores en {\displaystyle \mathbb {C} }, que son complejo-diferenciables en algún entorno de un punto de su dominio. En este caso se dice que la función es holomorfa en ese punto. Si la función es holomorfa en cada punto de su dominio, se dice que es holomorfa en su dominio. Esta condición es mucho más fuerte que la diferenciabilidad en caso real e implica que la función es infinitamente diferenciable y que puede ser descrita mediante su serie de Taylor.
El término función analítica se usa a menudo en vez del de "función holomorfa", especialmente para cuando se trata de la restricción a los números reales de una función holomorfa. Las funciones holomorfas también se denominan a veces funciones regulares. Una función holomorfa cuyo dominio es todo el plano complejo se denomina función entera. La frase "holomorfa en un punto z0" significa no sólo diferenciable en z0, sino diferenciable en todas partes dentro de alguna vecindad de z0 en el plano complejo.

## Definición

La función f(z) = z̅ no es diferenciable compleja en cero, porque como se ha visto anteriormente, el valor de (f(z) - f(0)) / (z - 0) varía dependiendo de la dirección desde la que se aproxima a cero. A lo largo del eje real, f es igual a la función g(z) = z} y el límite es 1, mientras que a lo largo del eje imaginario, f es igual a h(z) = -z} y el límite es -1. Otras direcciones dan aún otros límites.

Dada una función de valor complejo f de una sola variable compleja, la derivada de f en un punto z0 de su dominio se define como el límite.
La definición/función es la siguiente:

{\displaystyle f'(z_{0})=\lim _{z\rightarrow z_{0}}{f(z)-f(z_{0}) \over z-z_{0}}}

Este límite se toma aquí sobre todas las sucesiones de números complejos que se aproximen a z0, y para todas esas sucesiones el cociente de diferencias tiene que dar el mismo número f '(z0).
Intuitivamente, si f es complejo-diferenciable en z0 y nos aproximamos al punto z0 desde la dirección r, entonces las imágenes se acercarán al punto f(z0) desde la dirección f '(z0) r, donde el último producto es la multiplicación de números complejos. Este concepto de diferenciabilidad comparte varias propiedades con la diferenciabilidad en caso real:
es lineal y obedece a las reglas de derivación del producto, del cociente y de la cadena.
Una función es holomorfa en un conjunto abierto U si es diferenciable compleja en cada punto de U. Una función f es holomorfa en un punto z0 si es holomorfa en alguna vecindad de z0.  Una función es holomorfa en algún conjunto no abierto A si es holomorfa en cada punto de A. 
Una función puede ser diferenciable compleja en un punto pero no holomorfa en ese punto. Por ejemplo, la función {\displaystyle f(z)=|z|^{2}=z{\overline {z}}} es diferenciable compleja en 0, pero no diferenciable compleja en otro lugar (véase las ecuaciones de Cauchy-Riemann, más adelante). Por lo tanto, es no holomorfa en 0. 
Si f es complejo-diferenciable y las derivadas son continuas en cada punto z0 en U, se dice que f es holomorfa en U. Es claro que, al igual que en el caso real, si f es holomorfa e inyectiva en U —con inversa continua— entonces {\displaystyle f^{-1}} es holomorfa y su derivada vale:

{\displaystyle (f^{-1})'(z)={1 \over f'(f^{-1}(z))}}

La relación entre la diferenciabilidad real y la diferenciabilidad compleja es la siguiente: Si una función compleja f(x + i y) = u(x, y) + i  v(x, y) es holomorfa, entonces u y v tienen primeras derivadas parciales con respecto a x y y, y satisfacen las ecuaciones de Cauchy-Riemann:
{\displaystyle {\frac {\partial u}{\partial x}}={\frac {\partial v}{\partial y}}\qquad {\mbox{y}}\qquad {\frac {\partial u}{\partial y}}=-{\frac {\partial v}{\partial x}}\,}
o, equivalentemente, la derivada de Wirtinger de f con respecto a {\displaystyle {\bar {z}},} el complejo conjugado de {\displaystyle z,} es cero:
{\displaystyle {\frac {\partial f}{\partial {\overline {z}}}}=0,}
lo que equivale a decir que, aproximadamente, f es funcionalmente independiente de {\displaystyle {\bar {z}},} el complejo conjugado de z.
Si no se da continuidad, la inversa no es necesariamente cierta. Una simple inversa es que si u y v tienen primeras derivadas parciales continuas y satisfacen las ecuaciones de Cauchy-Riemann, entonces f es holomorfa. Un inverso más satisfactorio, que es mucho más difícil de demostrar, es el Teorema de Looman-Menchoff: si f es continua, u y v tienen primeras derivadas parciales (pero no necesariamente continuas), y satisfacen las ecuaciones de Cauchy-Riemann, entonces f es holomorfa.

## Terminología
El término holomorfo fue introducido en 1875 por Charles Briot y Jean-Claude Bouquet, dos de los alumnos de Augustin-Louis Cauchy, y deriva del griego ὅλος (hólos) que significa "todo", y μορφή (morphḗ) que significa "forma" o "apariencia" o "tipo", en contraste con el término meromórfica derivado de μέρος (méros) que significa "parte". Una función holomorfa se asemeja a una función entera ("entera") en un dominio del plano complejo mientras que una función meromorfa (definida como holomorfa excepto en ciertos polos aislados), se asemeja a una fracción racional ("parte") de funciones enteras en un dominio del plano complejo.

## Ejemplos
Todas las funciones polinómicas en z con coeficientes complejos son holomorfas sobre C,
y también lo son las funciones trigonométricas de z y la función exponencial.
(Las funciones trigonométricas están de hecho relacionadas estrechamente con esta última y pueden definirse a partir de ella usando la fórmula de Euler).
La rama principal de la función logaritmo es holomorfa sobre el conjunto C - {z ∈ R : z ≤ 0}.
La función raíz cuadrada se puede definir como :
{\displaystyle {\sqrt {z}}=e^{{\frac {1}{2}}\ln z}} 
y es por tanto allá donde lo sea la función logaritmo ln(z). La función 1/z es holomorfa sobre {z : z ≠ 0}.
Las funciones trigonométricas inversas tienen cortes y son holomorfas en todos los puntos excepto en estos cortes.

## Propiedades
- Como la diferenciación compleja es lineal y cumple las mismas reglas del producto, del cociente y de la cadena que en el caso real, se tiene que las sumas, producto, y el cociente de dos funciones holomorfas lo será donde el denominador sea distinto de cero. Esto es, si {\displaystyle f,g} son holomorfas en un abierto {\displaystyle U}, también lo son {\displaystyle f+g,f-g,} y {\displaystyle fg}. Además, {\displaystyle f/g} es holomorfa siempre y cuando {\displaystyle g} no tenga ceros en {\displaystyle U}; en otro caso es meromorfa.

- La composición de funciones holomorfas es también holomorfa; sea f holomorfa en un en un abierto {\displaystyle U} y g holomorfa en un abierto {\displaystyle D}, g : {\displaystyle D} → {\displaystyle U}, entonces {\displaystyle f\circ g} es holomorfa en {\displaystyle D}.

- Toda función holomorfa es infinitamente diferenciable en cada punto, y coincide con su propia serie de Taylor; esta serie convergerá sobre cada disco abierto que se encuentre dentro del dominio U. Es decir, toda función holomorfa es analítica. La serie de Taylor puede converger en un disco más grande; por ejemplo, la serie de Taylor para el logaritmo converge sobre cada disco que no contenga al 0, incluso en las cercanías de la línea real negativa.

- Si se identifica C con R², entonces las funciones holomorfas son las mismas que aquellas funciones de dos variables reales diferenciables y que cumplan las ecuaciones de Cauchy-Riemann, que son un par de ecuaciones diferenciales parciales.

- Las funciones holomorfas son conformes cerca de los puntos con derivada distinta de cero, en el sentido de que preservan ángulos y la forma (pero no el tamaño) de las figuras pequeñas.

- Toda función holomorfa puede separarse en sus partes real e imaginaria f(x + i  y) = u(x, y) + i v(x, y)}, y cada una de ellas es una función armónica en R2 (cada una satisface la ecuación de Laplace ∇2 u = ∇2 v = 0), siendo v el conjugado armónico de u.[10] Recíprocamente, toda función armónica u(x, y) sobre un dominio simplemente conexo Ω ⊂ R2 es la parte real de una función holomorfa: si v es el conjugado armónico de u, único salvo por una constante, entonces f(x + i y) = u(x, y) + i v(x, y) es holomorfa.

- El teorema integral de Cauchy afirma que los valores, dentro de un disco, de una función holomorfa, quedan determinados por los valores de la función en la frontera del disco.[11]

{\displaystyle \oint _{\gamma }f(z)\,dz=0.}
Aquí γ es cualquier camino rectificable en un dominio complejo simplemente conexo U ⊂ C cuyo punto inicial es igual a su punto final, y f : U → C es una función holomorfa.
- La fórmula integral de Cauchy afirma que toda función holomorfa en el interior de un disco está completamente determinada por sus valores en la frontera del disco.[11] Es más, tenemos una fórmula explícita de cómo la determina: supongamos que U ⊂ C es un abierto del plano complejo, f : U → C es una función holomorfa y el disco cerrado D = {z : |z − z0| ≤ r} está completamente contenido en U. Sea γ el círculo que forma la frontera de D. Entonces, para cada a en el interior de D:

{\displaystyle f(a)={\frac {1}{2\pi i}}\oint _{\gamma }{\frac {f(z)}{z-a}}\,dz}
donde la integral de contorno se toma en sentido contrario a las agujas del reloj.
- La derivada f′(a) puede escribirse como una integral de contorno[11] utilizando la fórmula integral de Cauchy:

{\displaystyle f'(a)={1 \over 2\pi i}\oint _{\gamma }{f(z) \over (z-a)^{2}}\,dz,}
para cualquier bucle simple que se enrolle positivamente una vez alrededor de a, y
{\displaystyle f'(a)=\lim \limits _{\gamma \to a}{\frac {i}{2{\mathcal {A}}(\gamma )}}\oint _{\gamma }f(z)\,d{\bar {z}},}
para bucles infinitesimales positivos γ alrededor de a.
- En regiones donde la primera derivada no es cero, las funciones holomorfas son conformes: preservan los ángulos y la forma (pero no el tamaño) de las figuras pequeñas.[12]

- Desde un punto de vista algebraico, el conjunto de funciones holomorfas sobre un conjunto abierto es un anillo conmutativo y un espacio vectorial complejo. Además, el conjunto de funciones holomorfas en un conjunto abierto U es un  dominio integral si y sólo si el conjunto abierto U es conexo.[7] De hecho, es un  espacio vectorial topológico localmente convexo, siendo la seminorma la  suprema en un  subconjunto compacto.

- Desde una perspectiva geométrica, una función f es holomorfa en z0 si y sólo si su derivada exterior df en una vecindad U de z0 es igual a f′(z) dz para alguna función continua f′. Se deduce de

{\displaystyle \textstyle 0=d^{2}f=d(f^{\prime }dz)=df^{\prime }\wedge dz}
que df′ también es proporcional a dz, lo que implica que la derivada f′ es a su vez holomorfa y, por tanto, que f es infinitamente diferenciable. Análogamente, d(f dz) = f′ dz ∧ dz = 0 implica que cualquier función f que sea holomorfa en la región simplemente conexa U es también integrable en U.
(Para un camino γ de z0 a z enteramente en U, definir {\textstyle F_{\gamma }(z)=F_{0}+\int _{\gamma }f\,dz;} a la luz del teorema de la curva de Jordan y del teorema de Stokes generalizado, Fγ(z) es independiente de la elección particular de la trayectoria γ, y por tanto F(z) es una función bien definida sobre U teniendo F(z0) = F0 y dF = f dz. )